# 海事日
- 關於紀念軍事勝利或建軍的節日，請見「海軍節」。
- 關於環境議題相關的節日，請見「世界海洋日」。

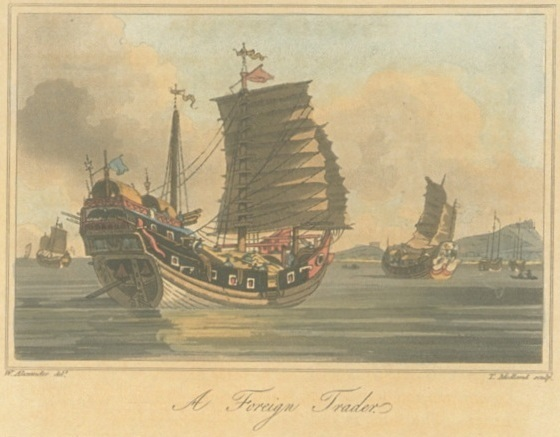
中式戎克船

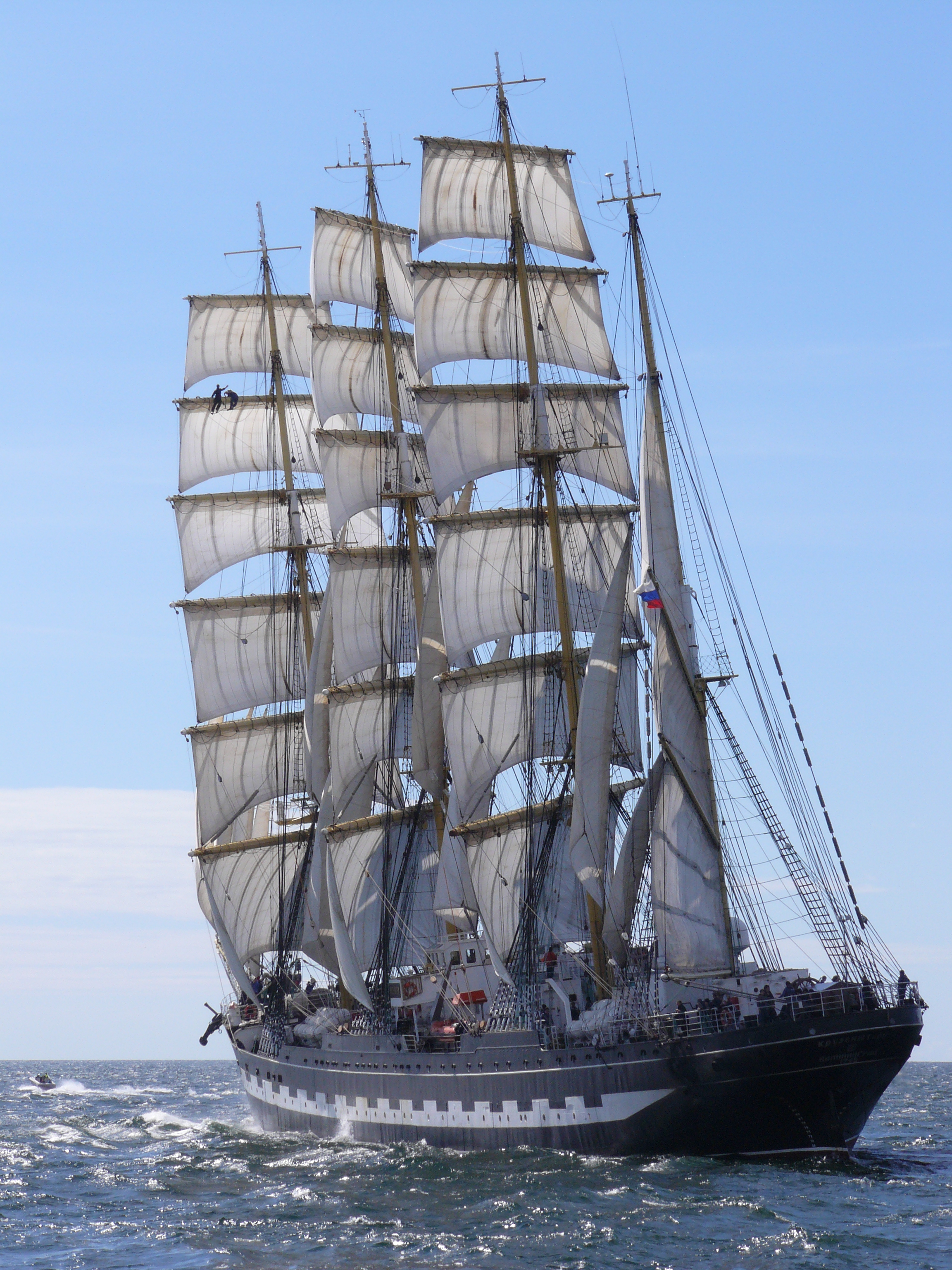
愛沙尼亞星航號

海事日，或稱航海日、航海節，是有關於船舶、航運，為引起大眾重視海事活動的節日。

## 各國日期
- 世界海事日：每年9月最後一個週四。
- 中華民國航海節：每年7月11日。
- 中國航海日：每年7月11日。
- 印度海事日：每年4月5日。[1]
- 歐洲海事日（英语：European_Maritime_Day）：每年5月20日。
- 塔林海事日：2022年活動於7月15-17日及8月26-28日進行。[2]
- 美國海事日：每年5月22日。

## 資料來源
1. ↑  .   [2022-05-27]. （原始内容存档于2022-04-05）.
2. ↑  .   [2022-05-27]. （原始内容存档于2022-06-11）.